# العلاقات الصومالية المنغولية
العلاقات الصومالية المنغولية هي العلاقات الثنائية التي تجمع بين الصومال ومنغوليا.

## مقارنة بين البلدين
هذه مقارنة عامة ومرجعية للدولتين:
| وجه المقارنة                                              | الصومال                        | منغوليا         |
| --------------------------------------------------------- | ------------------------------ | --------------- |
| المساحة (كم2)                                             | 637.66 ألف                     | 1.57 مليون      |
| عدد السكان (نسمة)                                         | 14.74 مليون                    | 3.08 مليون      |
| الكثافة السكانية (ن./كم²)                                 | 23.12                          | 1.96            |
| العاصمة                                                   | مقديشو                         | أولان باتور     |
| اللغة الرسمية                                             | اللغة الصومالية، اللغة العربية | اللغة المنغولية |
| العملة                                                    | شلن صومالي                     | توغروغ منغولي   |
| الناتج المحلي الإجمالي (بليون دولار)                      | 7.37 مليار                     | 11.49 مليار     |
| الناتج المحلي الإجمالي (تعادل القوة الشرائية) بليون دولار |                                | 36.16 مليار     |
| الناتج المحلي الإجمالي الاسمي للفرد دولار أمريكي          | 549                            | 3.97 ألف        |
| الناتج المحلي الإجمالي للفرد دولار أمريكي                 |                                | 11.95 ألف       |
| مؤشر التنمية البشرية                                      |                                | 0.727           |
| رمز المكالمات الدولي                                      | +252                           | +976            |
| رمز الإنترنت                                              | .so                            | .mn             |
| المنطقة الزمنية                                           | ت ع م+03:00                    | ت ع م+08:00     |

## منظمات دولية مشتركة
يشترك البلدان في عضوية مجموعة من المنظمات الدولية، منها:
| علم المنظمة | اسم المنظمة                               | تاريخ انضمام الصومال | تاريخ انضمام منغوليا |
| ----------- | ----------------------------------------- | -------------------- | -------------------- |
|             | مؤسسة التنمية الدولية                     | 31 أغسطس 1962        | 14 فبراير 1991       |
|             | يونسكو                                    | 15 نوفمبر 1960       | 1 نوفمبر 1962        |
|             | الأمم المتحدة                             | 20 سبتمبر 1960       | 27 أكتوبر 1961       |
|             | الفريق المعني برصد الأرض                  | ?                    | ?                    |
|             | الاتحاد البريدي العالمي                   | ?                    | ?                    |
|             | البنك الدولي للإنشاء والتعمير             | 31 أغسطس 1962        | 14 فبراير 1991       |
|             | الاتحاد الدولي للاتصالات                  | 28 سبتمبر 1962       | 27 أغسطس 1964        |
|             | منظمة حظر الأسلحة الكيميائية              | ?                    | ?                    |
|             | مؤسسة التمويل الدولية                     | 31 أغسطس 1962        | 14 فبراير 1991       |
|             | المركز الدولي لتسوية المنازعات الاستشارية | 30 مارس 1968         | 14 يوليو 1991        |
|             | منظمة الشرطة الجنائية الدولية             | ?                    | ?                    |

## وصلات خارجية
- موقع وزارة الخارجية الصومالية
- موقع وزارة الخارجية المنغولية